# World Cup 98 (videoigra)
World Cup '98 je prva videoigra FIFA World Cup serijala pod vlasništvom Electronic Artsa; proizvođač igre je EA Canada, a izdavač EA Sports. EA je dobio licencu od FIFA-e, 1997. godine. Za razliku od prijašnjih FIFA World Cup videoigara, koje su bile u 2D grafici sa slikom iz zraka (ptičja perspektiva), World Cup 98 je prva s 3D, koristeći DirectX za PC verziju igre. Novost u igri su pravi dresovi nogometnih reprezentacija, osim vratara, a su dresovi su bili s pravim sponzorima na sebi. Engine igre se temelji na FIFA-inoj videoigri FIFA 98, s nekim manjim poboljšanjima, kao taktika igre. 
Momčadi koje se se mogu igrati u mogućnosti prijateljske utakmice uključuju i nekoliko reprezentacija koje se nisu kvalificirale na Svjetsko nogometno prvenstvo u Francuskoj '98. Igra World Cup 98 je izašla za Microsoft Windows, PlayStation, Nintendo 64 i Game Boy Color.

## Mogućnosti
Glavna i središnja mogućnost igre je SP natjecanje, gdje se može izabrati normalno natjecanje s identičnim skupinama ili natjecanje sa skupinama i momčadima po želji. Svaka utakmica se igra na stadionu u kojem se i prava utakmica SP-a 1998. igrala. Kao i zapravo u natjecanju, u natjecanju po skupinama nema produžetaka ili jedanaesteraca, ali utakmice drugog djela natjecanja (nokaut natjecanje) imaju oboje.
Igra je izašla prije svjetskog prvenstva, pa se rezultati utakmica ne temelje na pravim rezultatim natjecanja. Na kraju svake utakmice, prikazuje se nagrada za igrača utakmice. Na kraju "World Cup" mogućnosti, prikazuje se dobitnik Zlatne lopte i FIFA Fair Play nagrade, dvije agrade koje se dodjeljuju i na pravom SP-u.
Također, moguće je igrati prijateljsku utakmicu s bilo kojom momčadi u igri. Ako utakmica koja se igra završi izjednačena, igrač može birati hoće li taj (izjednačen) rezultat bit konačan, ili će se utakmica nastaviti s produžetcima i/ili jedanaestercimaa.
Mogućnost "World Cup Classics" dopušta igraču da igra osam klasičnih (starih) finala Svjetskog prvenstva u nogometu, kao Italija – Zapadna Njemačka (1982.), Zapadna Njemačka – Nizozemska (1974.), Brazil – Italija (1970.), Engleska – Zapadna Njemačka (1966.), Zapadna Njemačka – Mađarska (1954.), Urugvaj – Brazil (1950., Italija – Mađarska (1938., te Urugvaj – Argentina (1930.). Utakmica iz 1982. godine se otključava pobjedom u "World Cup" mogućnosti, te otključavanjem svake ove utakmice pojedinačno; sljedeće utakmice su otključavaju tim redom. Mogućnost "World Cup Classics" ima prave klasične dresove, kose, imena i komentatora, Kennetha Wolstenholmea, BBC-ov komentator tijekom 1960-ih i 70-ih. Za SP finala 1966., 1954. i 1950., utakmice se emitiraju u crno-bijeloj grafici, kako je i zabravo bilo na tadašnjim TV prijenosima. Za finala iz 1938. i 1930. utakmice se emitiraju u sepia tone grafici.

## Momčadi
Igra sadrži sve momčadi kvalificirane za Svjetsko nogometno prvenstvo u Francuskoj '98., kao i sljedećih osam nogometnih reprezentacija:
- Kanada
- Portugal
- Irska
- Švedska
- Rusija
- Grčka
- Kina
- Australija

## Ostale mogućnosti

### Komentatori
UK verzija igre sadrži komentatore Johna Motsona i Chrisa Waddlea, dok utakmice predstavlja Des Lynam, a Gary Lineker daje izjave nogometaša.

### Glazba
Kao i Electronic Artsove pjesme iz videoigara FIFA serijala, World Cup 98 ima nekoliko licenciranih pjesama; "Tubthumping" od sastava Chumbawamba, to je ujedno i uvodna pjesma igre, zatim "Terminal Intensity" od sastava The Wizard of Oh, "Soul Beat Runna" od Boymeranga, "Absurd" od Flukea i ostale.